# Катангли
Ката́нгли — село в Ногликском городском округе Сахалинской области России.

## Этимология
Название села произошло от нивхского ккъатанд — «терпкая, густая река».

## География
Село находится на берегу озера Катангли, на расстоянии 12 км к юго-востоку от посёлка городского типа Ноглики, административного центра округа.

## Население
| 1959 | 1970  | 1979  | 1989  | 2002 | 2010 | 2013 |
| ---- | ----- | ----- | ----- | ---- | ---- | ---- |
| 2635 | ↘1876 | ↗2191 | ↘1802 | ↘903 | ↘426 | ↘379 |
| 2021 |       |       |       |      |      |      |
| ↘39  |       |       |       |      |      |      |

### Половой состав
Согласно результатам переписи 2002 года, в селе проживало 903 человека (448 мужчин и 455 женщин).

## Улицы
В селе имеются две улицы: Озёрная и Советская.